# Obtusol
Obtusol é um produto natural orgânico comumente encontrado em organismos marinhos como em algumas espécies da alga vermelha Laurencia e na lebre do mar Aplysia dactylomela. Sua fórmula química é C15H23Br2ClO e é classificado como um sesquiterpeno bicíclico halogenado. O obtusol tem essa nomenclatura popular por associação ao organismo de onde foi isolado pela primeira vez: a alga vermelha Laurencia obtusa.

## Ecologia Química
O obtusol pode ser encontrado em ambos organismos: na alga vermelha Laurencia como na lebre-do mar Aplysia devido a cadeia alimentar. A lebre-do-mar não produz o composto mas se alimenta da alga que a produz.

## Atividade Biológica
Como produto do metabolismo secundário de organismos marinhos, o obtusol também possui atividades biológicas. Estudos mostram sua capacidade citotóxica frente a linhagem de células tumorais COLO-205 (adenocarcinoma de cólon)[1]. Também se mostrou promissor como controle ambiental de esquistossomose, devido a sua capacidade de interferir na reprodução dos vermes e inibir a oviposição das fêmeas. A forma promastigota do parasita Leishmania amazonensis foi inibida em baixas concentrações de obtusol. Para o Aedes aegypti este composto também foi letal a sua forma de larva.  Estes estudos recentes mostram a atividade citotóxica, e anti-parasitária deste composto[2][3][7].

## Biossíntese
Terpenos cíclicos halogenados como o obtusol podem ser formados a partir de duas vias biossínteticas: a via do ácido mevalônico (MAV) ou pela via independente de ácido mevalônico (MEP). Ambas vias resultam na formação dos isômeros C5-isopentenil-pirofosfato(IPP) e C5-dimetilalil-pirofosfato(DMAPP), que são moléculas de isopreno e por ação de uma sintase podem ser condensados e formar compostos com 10, 15, 20, 25, 30 carbonos e assim por diante chamados terpenos[5].

As reações de halogenação do composto iniciam a ciclização dos precursores e são reações catalisadas por haloperoxidases. As haloperoxidases transformam o Br- ou Cl- em uma espécie eletropositiva (Br+ ou Cl+), na qual se adiciona uma dupla ligação que inicia a cascata de ciclização e rearranjos[5].

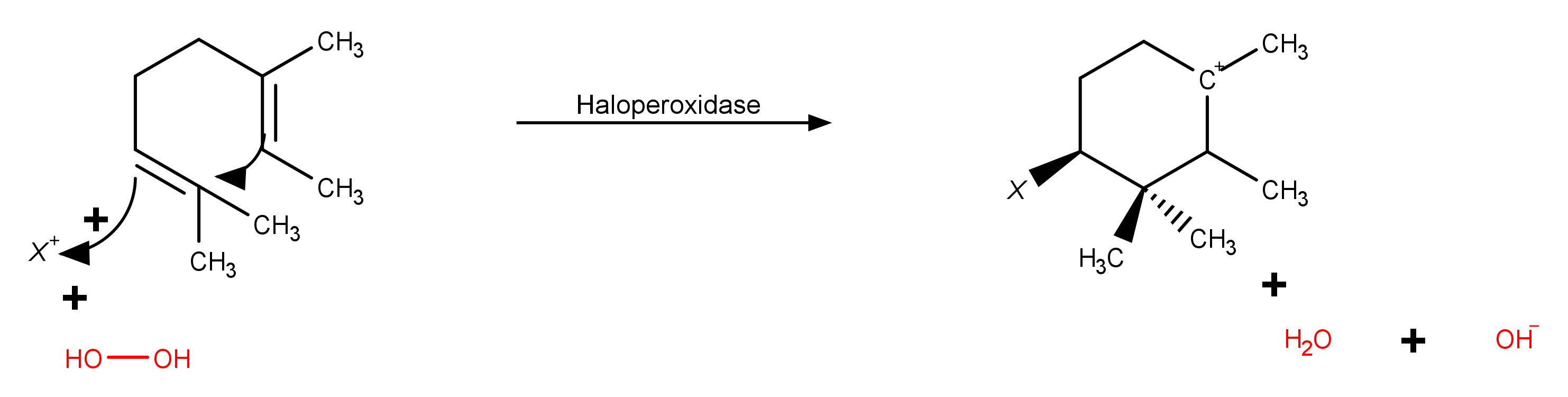
Haloperoxidase